# اسکار پینو
اسکار پینو هندس (به انگلیسی: Oscar Pino Hinds، متولد ۲۶ اکتبر ۱۹۹۳) کشتی‌گیر فرنگی‌کار تیم ملی کوبا است.
از افتخارات وی می‌توان به کسب مدال نقره در قهرمانی کشتی جهان ۲۰۱۹ و سه مدال برنز در قهرمانی کشتی جهان ۲۰۱۷ و قهرمانی کشتی جهان ۲۰۱۸ و قهرمانی کشتی جهان ۲۰۲۳ اشاره کرد.

## فعالیت حرفه‌ای

### قهرمانی کشتی جهان ۲۰۱۷
پینو در وزن ۱۳۰ کیلو مسابقات قهرمانی کشتی فرنگی جهان ۲۰۱۷ پاریس حاضر بود که در دورهای اول تا سوم بالینت لام از مجارستان، میلوسلاو متودیف از بلغارستان و ادوارد پوپ از آلمان را شکست داد اما در نیمه نهایی به رضا کایالپ از ترکیه شکست خورد و به دیدار رده‌بندی رفت. وی در دیدار رده‌بندی کیریال هریشچانکا کشتی‌گیر بلاروسی را شکست داد و مدال برنز وزن ۱۳۰ کیلوگرم را بدست آورد.

### قهرمانی کشتی جهان ۲۰۱۸
پینو در وزن ۱۳۰ کیلوگرم کشتی فرنگی مسابقات قهرمانی کشتی جهان ۲۰۱۸ بوداپست حاضر بود که در مسابقه اول زویادی پاتاریدزه از گرجستان را شکست داد اما در مسابقه بعد به سرگی سمینوف از روسیه باخت و با توجه به حضور این کشتی‌گیر در فینال، به دیدار شانس مجدد رفت. او در مراحل شانس مجدد اولکساندر چرنتسکی از اوکراین را شکست داد و به دیدار رده‌بندی رسید. وی در این دیدار هیکی نابی از استونی را شکست داد و مدال برنز وزن ۱۳۰ کیلوگرم را بدست آورد.

### قهرمانی کشتی جهان ۲۰۱۹
پینو در وزن ۱۳۰ کیلوگرم کشتی فرنگی مسابقات قهرمانی کشتی جهان ۲۰۱۹ نورسلطان حاضر بود که نوین سویلیا از هند، هیکی نابی از استونی، مراد رامانوف از قرقیزستان و امیر قاسمی‌منجزی از ایران را شکست داد و به فینال رسید. وی در دیدار نهایی به رضا کایالپ از ترکیه باخت و به مدال نقره وزن ۱۳۰ کیلوگرم رسید.

### قهرمانی کشتی جهان ۲۰۲۳
پینو در وزن ۱۳۰ کیلوگرم کشتی فرنگی قهرمانی کشتی جهان ۲۰۲۳ بلگراد شرکت کرد، او در مسابقه های اول تا سوم دانیل گاستل از اتریش، دیوید اواساپیان از ارمنستان و آلین الکسوج از رومانی را شکست داد اما در نیمه نهایی به امین میرزازاده از ایران باخت و به دیدار رده‌بندی رفت. وی در دیدار رده‌بندی روماس فریدریکاس از لیتوانی را شکست داد و مدال برنز را بدست آورد.